# Flem
Der Flem ([flɛm]ⓘ) ist ein rund 16 Kilometer langer Nebenfluss des Vorderrheins in der Surselva im schweizerischen Kanton Graubünden.

## Geographie

### Verlauf
Das Wasser des Flems sammelt sich im Gebiet Il Vonn zwischen dem Laaxer Stöckli im Südwesten und dem Ofen im Nordwesten. Vom Oberen Segnasboden Plaun Segnas Sura stürzt in einem Wasserfall die Gletschermilch des Segnasgletschers dazu. Als Ual Segnas fliesst der Bach über Stargels und Foppa in südöstlicher Richtung gegen Flims, wo sich der Name ändert.
Vor Flims durchfliesst der Flem das Val Stenna mit der Stennaschlucht. Ein alter Spazierweg führte von der Sägerei über mehrere Brücken auf das „Känzeli“, einen Fels mit Blick auf den Fluss. Alle diese Brücken wurden während des Baus der Umfahrung von Flims entfernt. Alte Postkarten aus der Jahrhundertwende bis zirka 1930 zeigen den Fluss in der Stenna-Schlucht und bezeichnen einen dortigen Fall als Segnes-Wasserfall sowie die Schlucht als Segnesschlucht. Nach der Schlucht teilt der Flem die Dorfteile Flims-Dorf und Flims-Waldhaus.
Bei Flims fliesst der Fluss nach Osten. Nach dem Siedlungsgebiet fliesst er zuerst bei Marcau weiterhin im Schutt des Flimser Bergsturzes, bevor er auf halbem Weg zum Crestasee den anstehenden Fels erreicht und die Felsbachschlucht bildet. Kurz vor der Ebene von Trin Mulin nimmt er rechts das abfliessende Wasser des Crestasees auf, biegt darauf nach Süden ab und wird beim Kraftwerk Pintrun von einem kleinen Stausee gestaut. Nach dem tief eingeschnittenen Tobel Val Pintrun findet sich in unbewohntem und bisher unzugänglichem Gebiet die Mündung in den Vorderrhein.

### Einzugsgebiet
Das 82,34 km² grosse Einzugsgebiet des Flems liegt in den Glarner Alpen und wird über den Vorderrhein und den Rhein zur Nordsee entwässert.
Es besteht zu 20,1 % aus bestockter Fläche, zu 34,6 % aus Landwirtschaftsfläche, zu 2,8 % aus Siedlungsfläche und zu 42,5 % aus unproduktiven Flächen.
Die Flächenverteilung
Die mittlere Höhe des Einzugsgebietes beträgt 1979 m ü. M. und die höchste Erhebung ist der Ringelspitz (Piz Barghis) mit einer Höhe von 3247 m ü. M. im Norden des Einzugsgebietes.

### Zuflüsse
- Segnas Sura (links)
- Aua Alva (links)
- Turnigla (links)

## Hydrologie
Bei der Mündung des Flems in den Vorderrhein beträgt seine modellierte mittlere Abflussmenge (MQ) 2,89 m³/s. Sein Abflussregimetyp ist nivo glaciaire und seine Abflussvariabilität beträgt 17.

## Neue Erschliessung „Trutg dil Flem“
Die Stimmbürger der Gemeinde Flims stimmten im Mai 2011 knapp der neuen Verbindung trutg-dil-flem (Pfad des Flem) zu. Als Ergänzung des Wanderwegnetzes wurde ein Weg erstellt, um dem Fluss vom unteren Segnas-Boden bis zum Dorf in der Nähe folgen zu können. Dazu wurden sieben neue Brücken erstellt, die von Jürg Conzett entworfen wurden. Ein Buch beschreibt den Weg in Bild und Wort. Bis April 2014 zeigte das Museum in Flims, das Gelbe Haus, eine Ausstellung zum Bau der neuen Brücken.

## Verlaufsgalerie

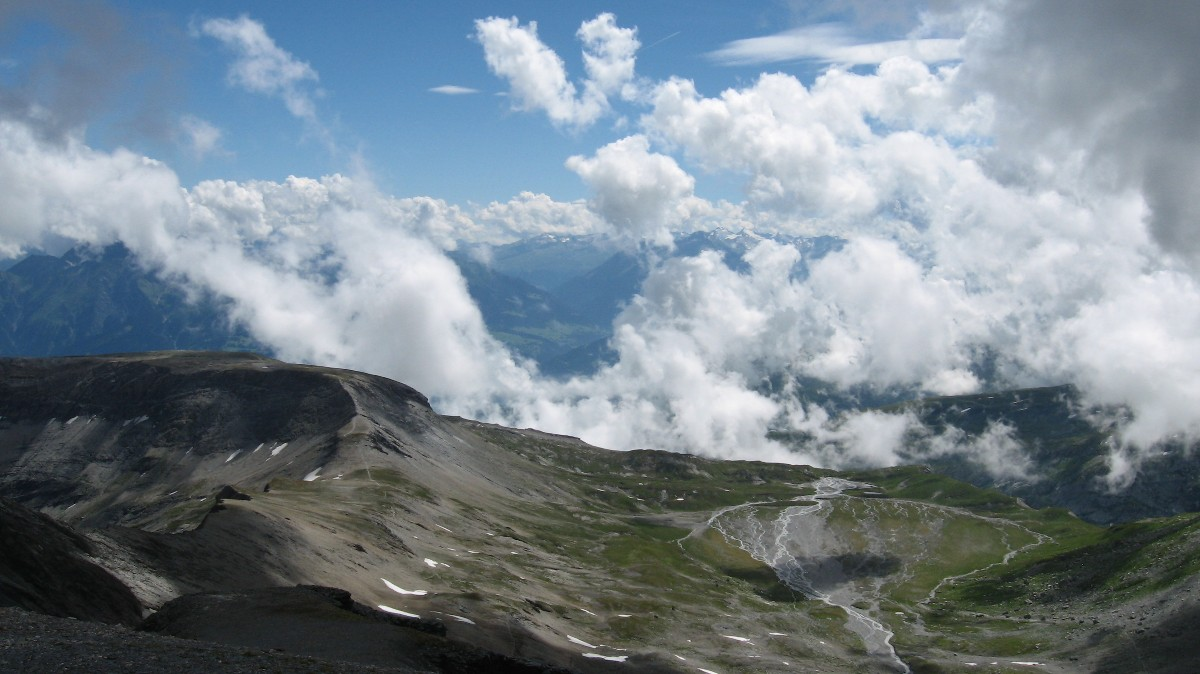
Oberer Segnasboden vom Piz Dolf
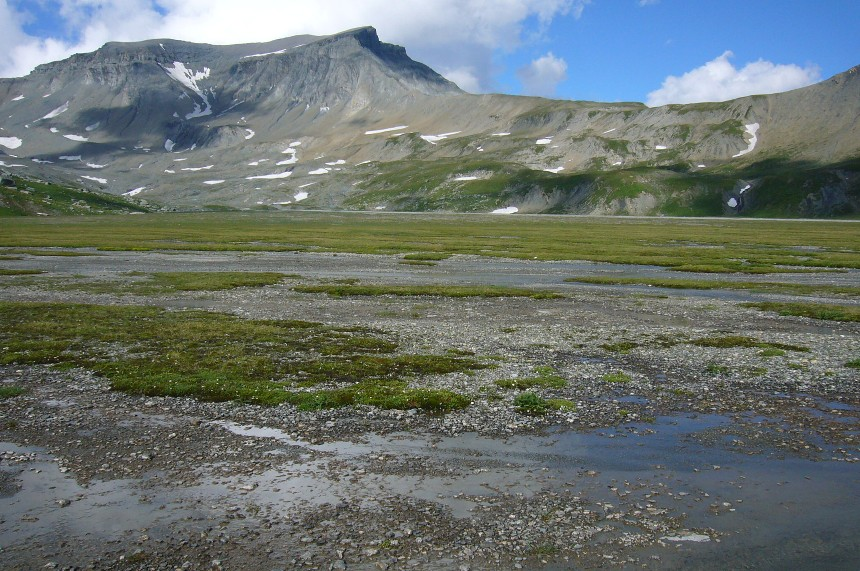
Oberer Segnasboden zum Piz Dolf
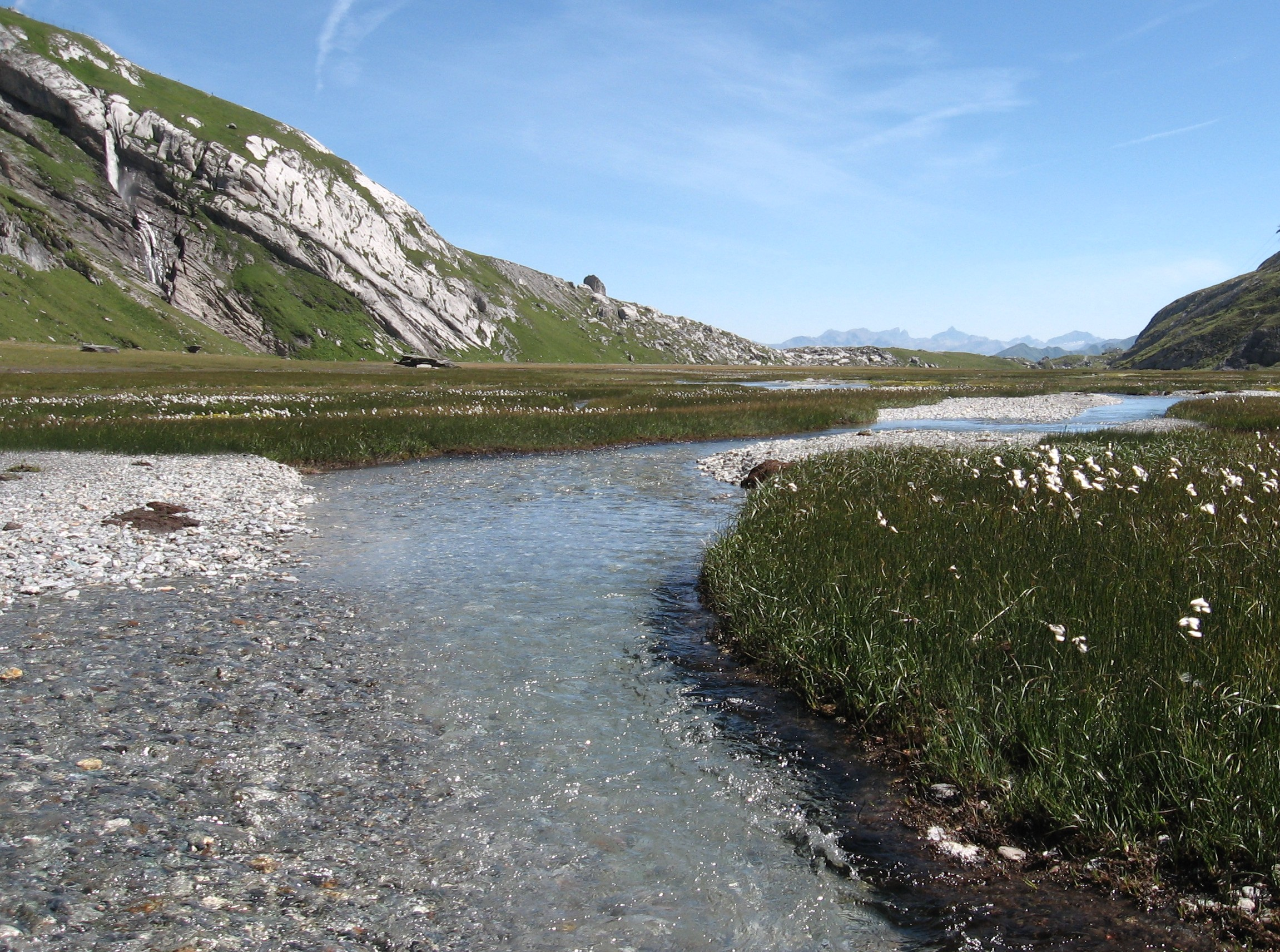
Unterer Segnasboden
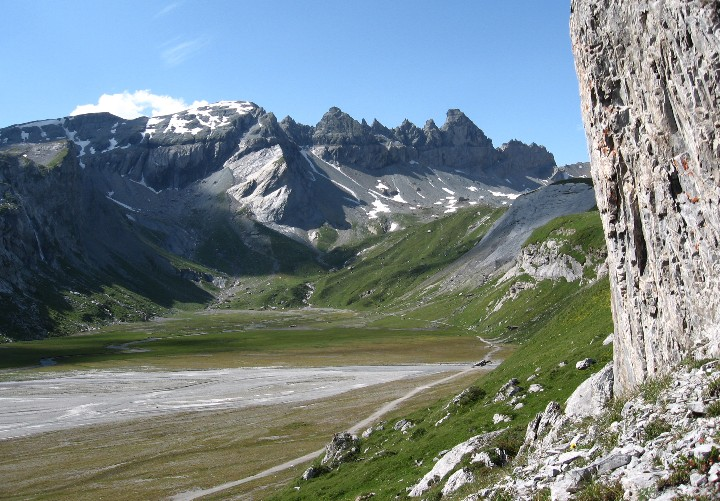
Unterer Segnasboden mit Schwemmfächer des Flusses vom Oberen Segnasboden, dahinter Ofen und Tschingelhörner
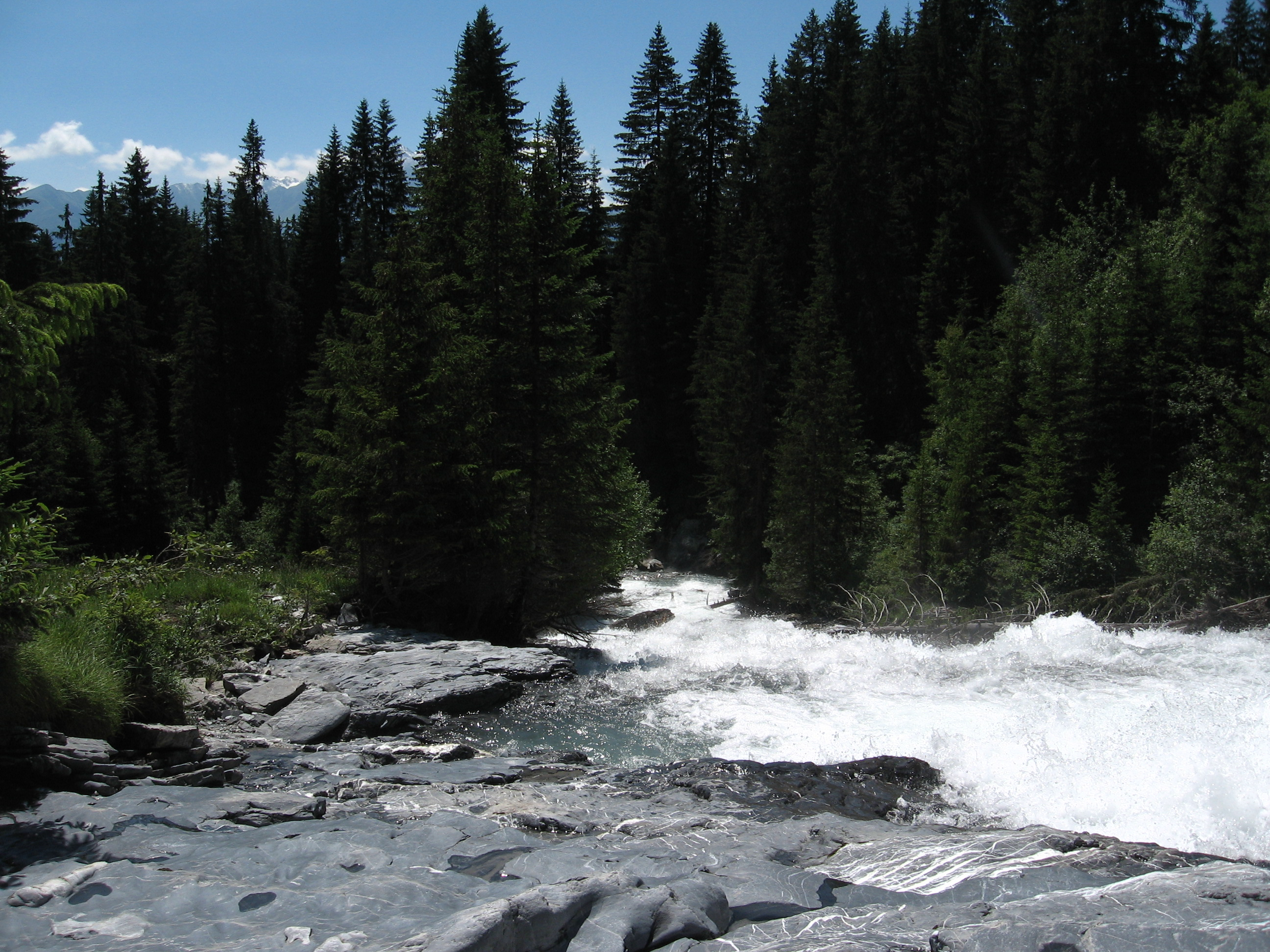
Auf der Rutschebene des Flimser Bergsturzes bei Punt Tarschlims
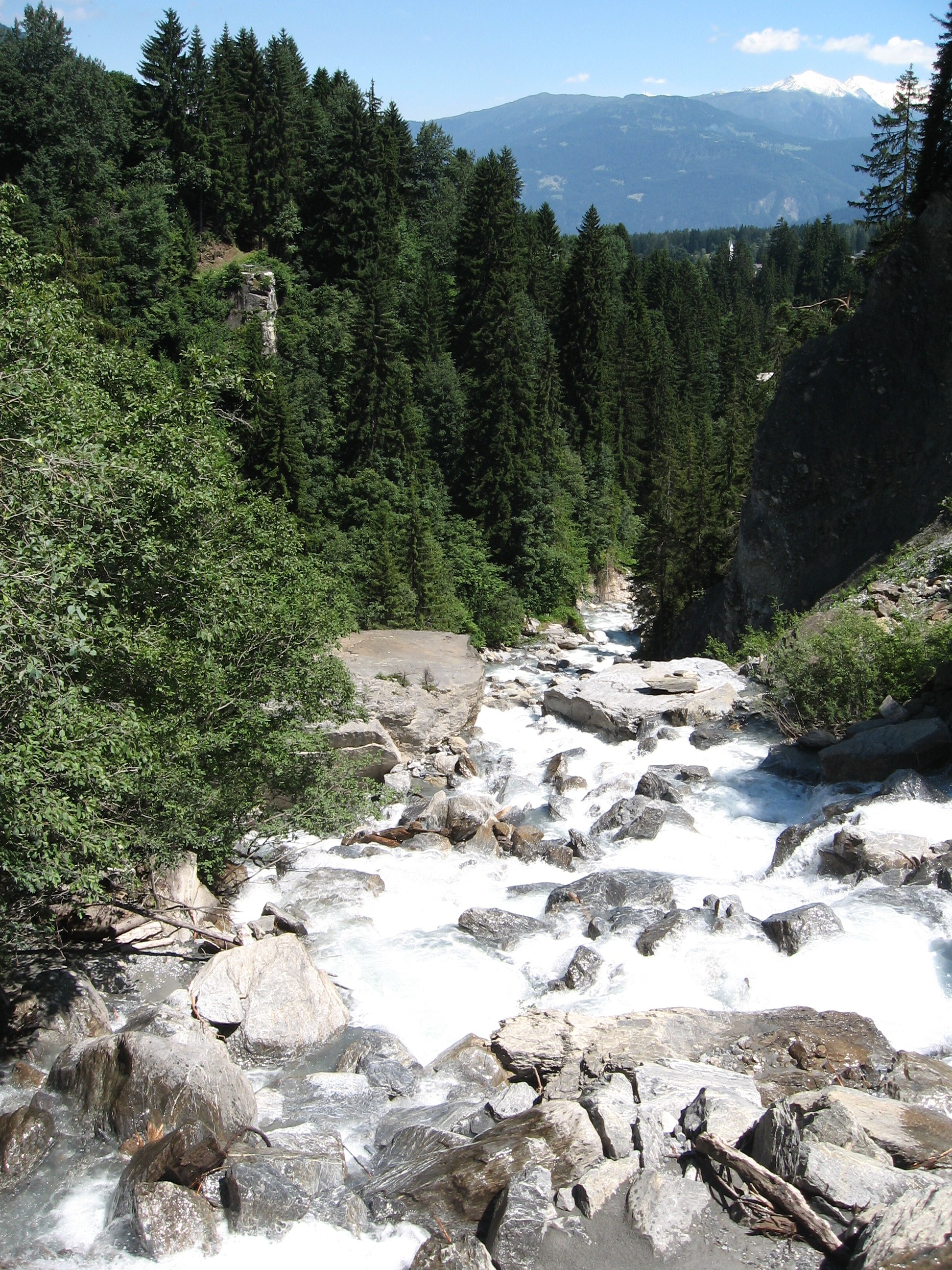
Stennaschlucht mit dem „Känzeli“, dem historischen Ende eines Spazierweges
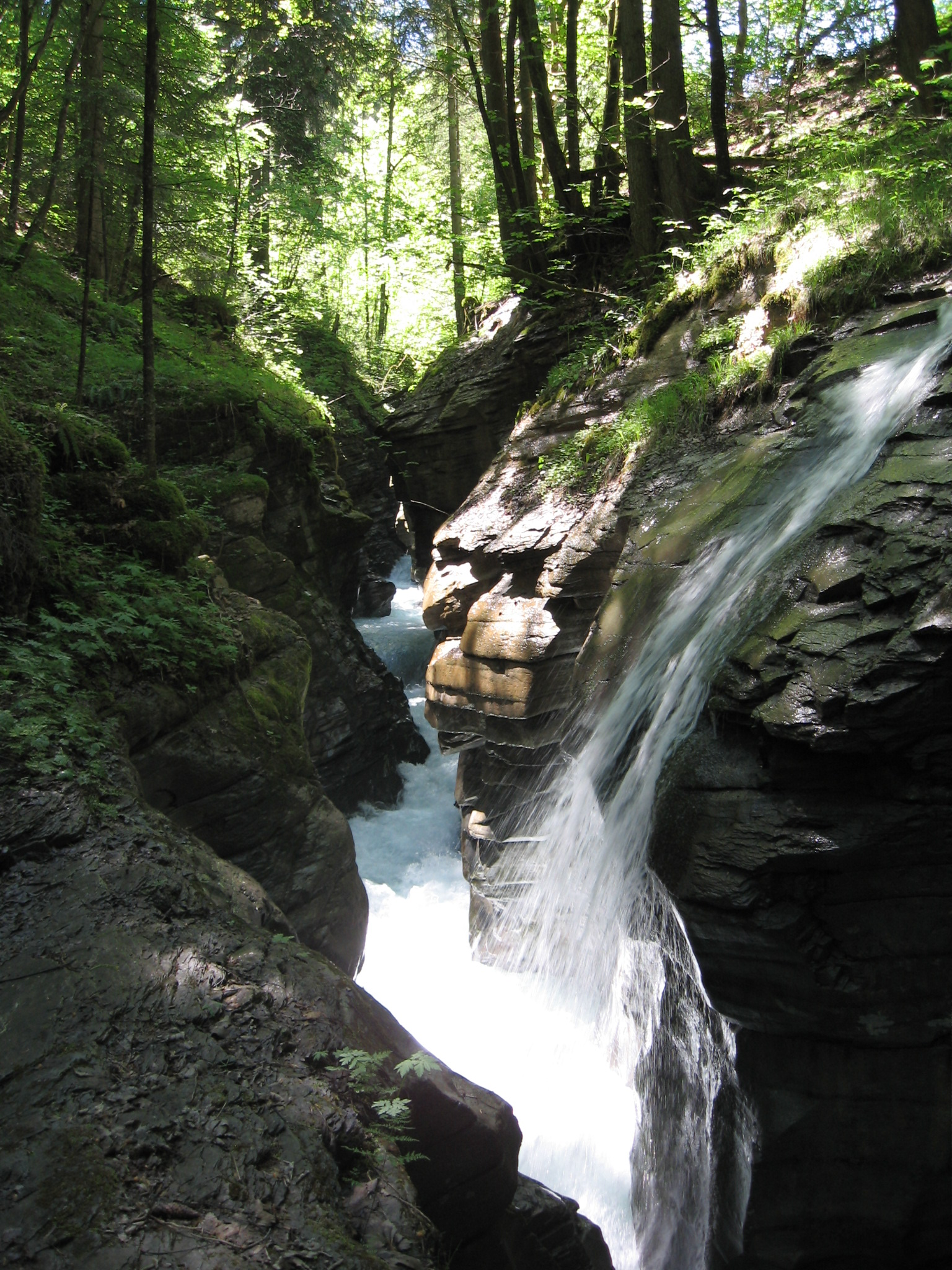
Felsbachschlucht westlich des Crestasees
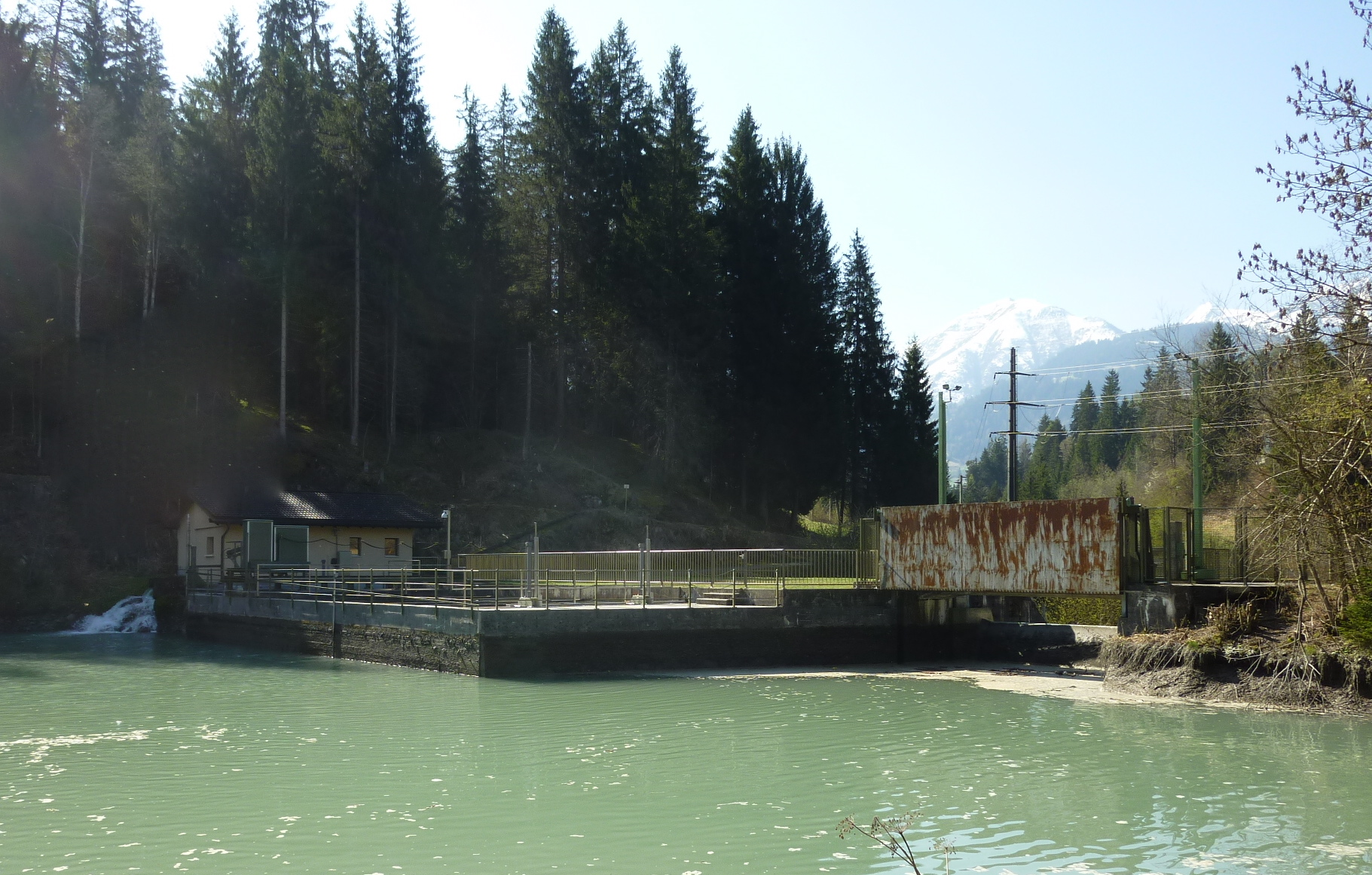
Kraftwerk Pintrun
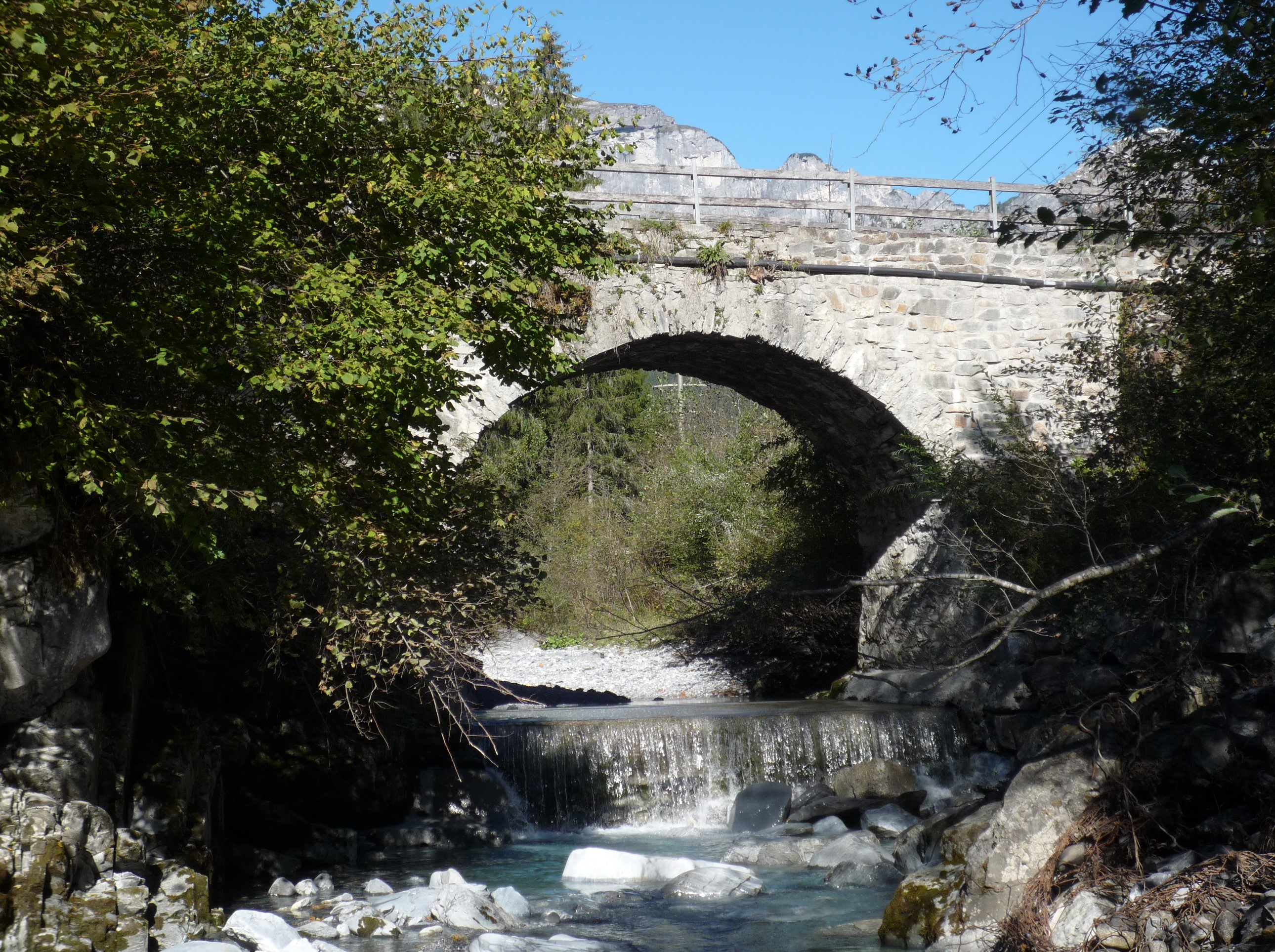
Punt da Trin bei Pintrun auf dem Verlauf der historischen Verbindung Digg-Conn-Sagogn
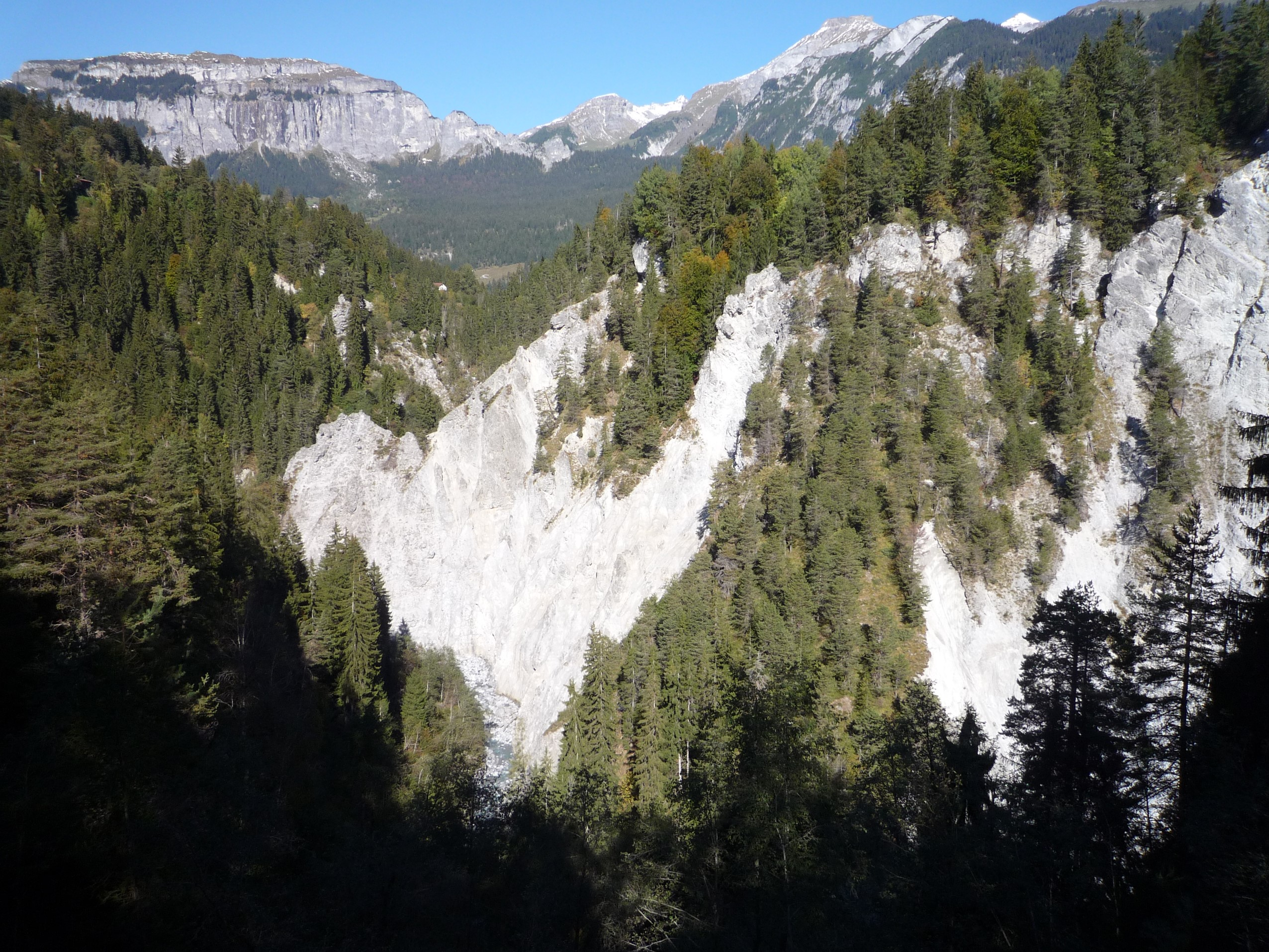
Val Pintrun gegen Bargis, links Flimserstein, rechts am Horizont der Tschep
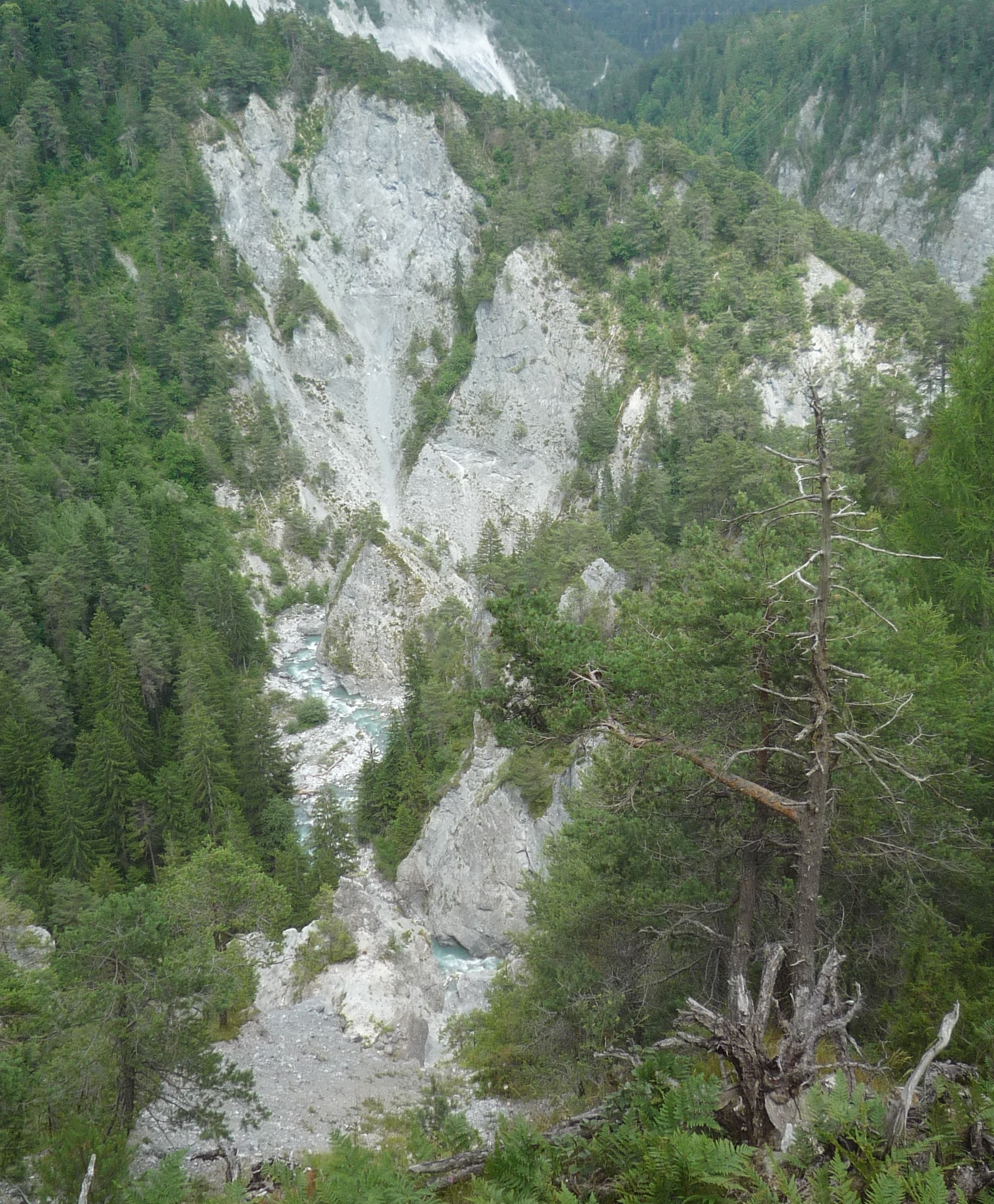
Der Flem im letzten Abschnitt „Val Pintrun“ vor dem Erreichen des Rheins in der Ruinaulta